# Lipienica

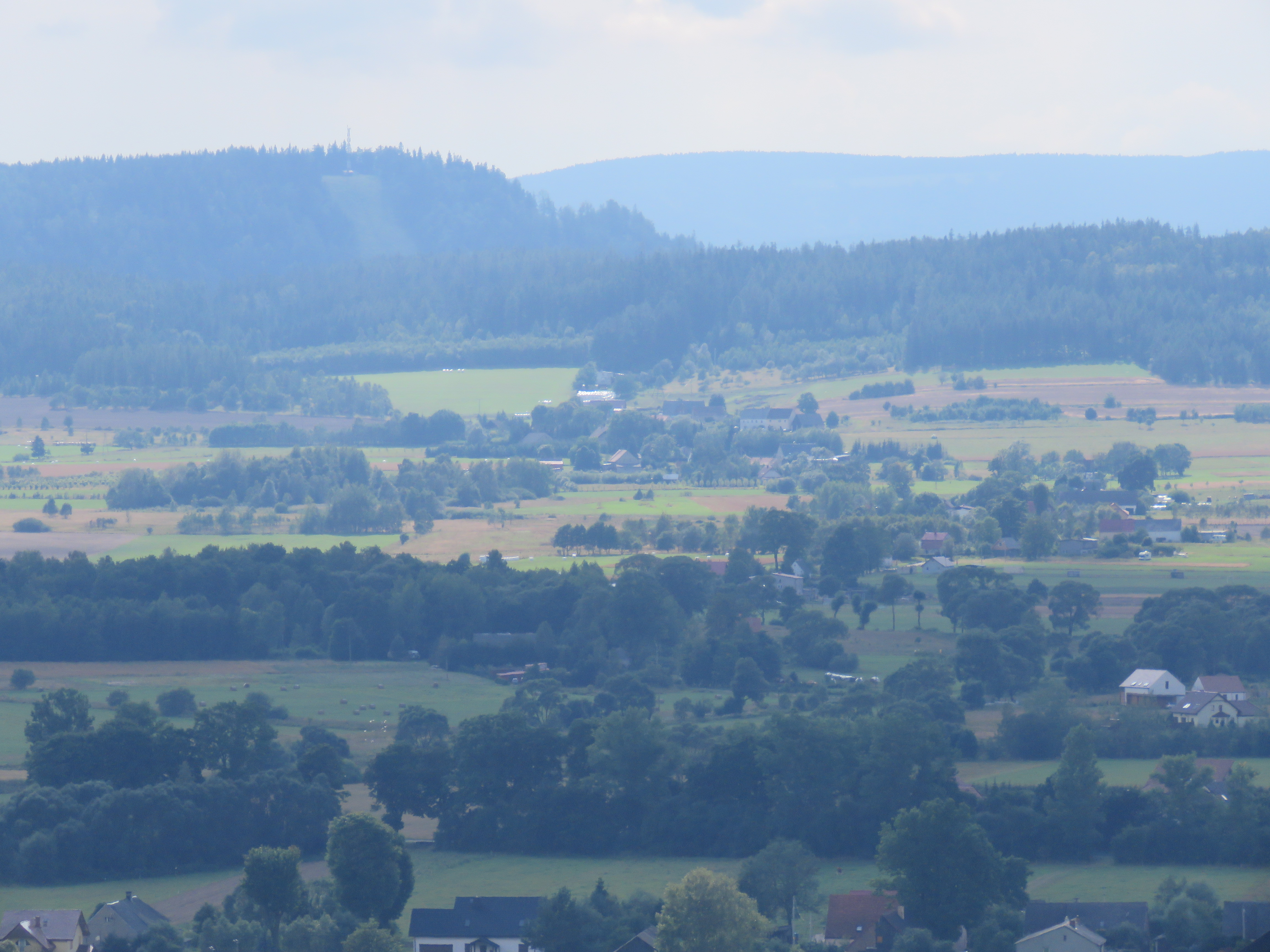
Blick vom Berg St. Anna auf den Ort Lipienica

Lipienica (lateinisch Lindinowe, deutsch Lindenau) ist ein Dorf der Landgemeinde Kamienna Góra (Landeshut) im Powiat Kamiennogórski der Woiwodschaft Niederschlesien in Polen.
Die erste Erwähnung des Dorfes stammt aus dem Jahre 1292.
Bis 1810 gehörte das Dorf zum Kloster Grüssau.

## Ortsname

### Herkunft des Namens
Der deutsche Name des Dorfes ist eine Kombination aus linden und aue – Lindenau(e).
Der Polnische Name ist eine Übersetzung des deutschen Namens.

### Historische Ortsnamen
Historische Ortsnamen:
- 1292 Lindinowe (lat.)[3];
- 1402 Lindenau (de.)[4];
- 1945 Lipowo (pol.)[6];
- 1947 Lipienica (pol.)[7]